# Vasilīs Vasilikos
Vassilis Vassilikos (in greco: Βασίλης Βασιλικός, AFI: [vaˈsilis vasiʎiˈkos]; Kavala, 18 novembre 1933 – Atene, 30 novembre 2023) è stato uno scrittore, diplomatico e dirigente d'azienda greco.
La vasta opera di Vassilikos è stata tradotta in diverse lingue. La sua produzione spazia dalla drammaturgia, alla poesia, alla narrativa breve e al romanzo.

## Biografia
Nato a Kavala, nella Macedonia Orientale e Tracia, da genitori originari di Taso, un isolotto al largo delle coste della Tracia greca (compreso anch'esso nella Macedonia Orientale e Tracia), e cresciuto però a Salonicco (nella Macedonia Centrale), svolse inizialmente l'attività di giornalista ad Atene. 
Politicamente di sinistra, all'instaurazione del regime militare si ritrovò costretto a prendere la via dell'esilio, trascorrendo quasi quindici anni in Italia. Ritornato in patria poco dopo la restaurazione della democrazia, tra il 1981 ed il 1984 ricoprì la carica di direttore generale dell'emittente televisiva greca ERT-1. Dal 1996 fu ambasciatore greco per l'UNESCO.
Vasilikos è morto nel 2023, a 90 anni.

## Vita privata
Vassilikos si sposò due volte. La sua prima moglie, Mimi, lo lasciò dopo aver deciso di diventare suora. Dal secondo matrimonio gli nacque una figlia.

## Opere parziali
- Il racconto di Giasone (1953)
- Vittime di pace (1956)
- Una storia d'amore (1957)
- La foglia. Il pozzo. L'angelicazione (1961)
- Mitologia dell'America (1964)
- Fuori dalle mura (1965)
- Z (1966)
- Trilogia (1968)
- Fotografia (1969)
- Cronaca di Z (1971)
- Il fucile ad arpione (1973)
- La cometa di Halley (1986)
- L'orso bianco (1987)

### Edizioni in italiano
- La foglia. Il pozzo. L'angelicazione, Trad. di Filippo Maria Pontani, Torino, 1971
- Dalla parte dei Guermantes, trad. di Francesco Maspero; in: Racconti dalla Grecia, a cura di F. Maspero, Milano, Mondadori, 1991, ISBN 88-04-35067-9
- Una storia d'amore, trad. di G. Macrì, Milano, Crocetti, 1999, ISBN 978-8883060083
- La memoria ritorna con sandali di gomma, a cura di D. Deliolanes, trad. di Francesco Maspero, Milano, Bietti, 2002, ISBN 978-8882481322
- Poesie dall'esilio, a cura di T. Sangiglio, Lecce, Argo, 2003, ISBN 978-8882343088
- Z L'orgia del potere, trad. di E. Baruchello, Milano, Feltrinelli, 2016 [1969], ISBN 978-8807888267
- Vittime di pace, trad. di G. Tentorio, Milano, Crocetti, 2021, ISBN 978-8883063312